# Gelat de neula

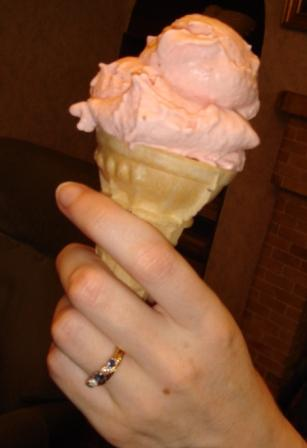
Gelat de neula

El gelat de neula és un gelat a base de crema de llet, nata o altres productes lactis com, per exemple, la llet condensada o concentrada, sucre, que pot tenir ous sencers, clara o rovell d'ou, i que industrialment pot tenir colorants, normalment elaborat de forma artesanal, posat en una neula en forma de con. Els gelats de neula més populars són els italians i els valencians. Les neules poden estar cobertes de xocolata, de xocolata i ametlles, etc. En alguns països les neules contenen colorants en tons pastel. Algunes neules tenen el fons omplit, i de vegades també la cara interna del con, amb xocolata de cobertura per a impermeabilitzar-les i que el gelat fos no gotegi a través de la neula. Us cas particular dels gelats de neula, molt popular, és el gelat de sandvitx o xàmbit, una barra de gelat que es talla en llesques amb les quals els farceixen dues neules planes, com si fos un entrepà de gelat.